# Sông Sous
Sông Sous hay Sông Souss (tiếng Ả Rập: واد سوس) là sông ở phía nam Maroc nằm ở vùng Sous. Đập Aoulouz là đập chính trên sông.